# شبكة أبو ظبي للإعلام
شبكة أبو ظبي للاعلام هي شركة إعلام في أبو ظبي، بدولة الإمارات العربية المتحدة. تعمل الشركة في جميع مراحل الإنتاج الإعلامي، وعرفت سابقاً بمؤسسة الإمارات للإعلام. من ضمن أعمال الشركة قنوات تلفزيونية، وإذاعات الراديو، والصحف، والمجلات والإنتاج التلفزيوني. للشركة مكاتب أخرى في دبي، والقاهرة وواشنطن العاصمة.

## تاريخ الشركة
يعود أصول الشبكة إلى عام 1969م عندما أنشأت جريدة الاتحاد، وقناة أبو ظبي وإذاعة أبو ظبي. في عام 1996م تم إنشاء هيئة الإذاعة والتلفزيون والتي تم ضم قناة أبو ظبي وإذاعة أبو ظبي إليها. وفي 1 يناير 1999م صدر قرار اتحادي بضم الهيئة ومؤسسة الاتحاد للصحافة والطباعة والنشر لتصبحان مؤسسة الإمارت للإعلام. عملت المؤسسة تحت هذا المسمى حتى عام 2007 حينما تأسست شبكة أبو ظبي للإعلام بموجب مرسوم أميري رقم 13 لسنة 2007م من قبل حاكم إمارة أبو ظبي، الشيخ خليفة بن زايد آل نهيان وهي شركة مملوكة من قبل حكومة أبو ظبي ورأس مالها 100 مليون درهم.

## أعمال الشركة
تعمل الشركة في العديد من مراحل الإنتاج الإعلامي، حيث أنها تعمل في مجال الصحافة، والتلفاز، والإذاعة والإنتاج التلفزيوني.

### الصحافة والنشر
تقوم الشركة بنشر صحيفتين وهما جريدة الاتحاد باللغة العربية وصحيفة ذا ناشيونال باللغة الإنجليزية. كان أول إصدار لجريدة الاتحاد في 20 أكتوبر 1969م. الشركة تعمل أيضا في نشر المجلات، منها مجلة زهرة الخليج العائلية، ومجلة المرأة، ومجلة ماجد للأطفال، ومجلة سوبر الرياضي. ومجلة ناشيونال جيوغرافيك العربية. تملك الشركة بالكامل الشركة المتحدة للطباعة والنشر والتي تعد أكبر الشركات الطباعية في دولة الإمارات.

### قنوات تلفزيونية
في مجال التلفزيون تملك شركة أبوظبي للإعلام:
- قناة أبو ظبي.
- قناة الإمارات.
- قناة أبوظبي الرياضية 1.
- قناة أبو ظبي الرياضية 2.
- قناة ياس سبورت.
- قناة ماجد للأطفال.
- قناة أبوظبي دراما.
- ناشيونال جيوغرافيك أبو ظبي.
- ناشيونال جيوغرافيك كيدز أبو ظبي.
- تلفزيون الإمارات.

و جميع القنوات هي قنوات فضائية.

### إذاعات
تملك الشركة ثمان محطات إذاعية، منها:
- اذاعة الامارات العربية المتحدة من أبو ظبي.
- امارات اف ام.
- اذاعة القران الكريم من أبو ظبي.
- الاذاعة الكلاسيكية.
- ستار إف إم.
- كاداك اف ام.
- راديو 1.
- راديو 2.

### المطبوعات والصحف
- جريدة الاتحاد.
- مجلة زهرة الخليج.
- جريدة ذا ناشيونال باللغة الإنجليزية.
- مجلة ماجد.
- مجلة ناشيونال جيوغرافيك العربية.[7]

### الشركات التابعة
- توزيع.[8]
- المتحدة للطباعة والنشر.[9]
- لايف.[10]
- إيمج نيشن[11]

### الإعلام الرقمي
- أنا زهرة.
- موقع سوبر الرياضي.
- منصة محتوى.

## الشركاء
- «ڤيڤو» في خدمة الموسيقى والفيديو والترفيه في المنطقة·[12]
- مجموعة «يونيفرسال ميوزيك»·[12]
- شركة «سوني ميوزيك انترتينمنت»·[12]
- وشراكة إيمج نيشن أبوظبي مع «هايد بارك انترتينمنت»·[12]
- «هيئة التطوير الإعلامي السنغافورية».[12]

## وصلات خارجية
الموقع الرسمي